# Gerry Fitzgerald
Gerry Fitzgerald, född 26 augusti 1993 i Port Alberni, British Columbia, Kanada, är en kanadensisk professionell ishockeyspelare som spelar för AIK Hockey i Hockeyallsvenskan.
Gerry Fitzgerald är trilling med Myles och Leo Fitzgerald. Myles Fitzgerald är professionell ishockeyspelare i Bietigheim Steelers i Tyskland medan Leo Fitzgerald la ner ishockeykarriären efter säsongen 2018/19.